# Paul Snoek
Pour les articles homonymes, voir Snoek.
Paul Snoek, pseudonyme d'Edmond André Coralie Schietekat, né à Saint-Nicolas le 17 décembre 1933 et mort à Tielt le 19 octobre 1981, est un poète et peintre belge d'expression néerlandaise.
Au petit séminaire Saint-Joseph de Saint-Nicolas, il a eu Anton van Wilderode pour professeur.

### Poésie
- 1954 : Archipel
- 1955 : Noodbrug
- 1956 : Tussen vel en vlees
- 1956 : Aardrijkskunde
- 1957 : Ik rook een vredespijp
- 1959 : De heilige gedichten
- 1960 : Hercules
- 1961 : Richelieu
- 1963 : Renaissance
- 1963 : Nostradamus

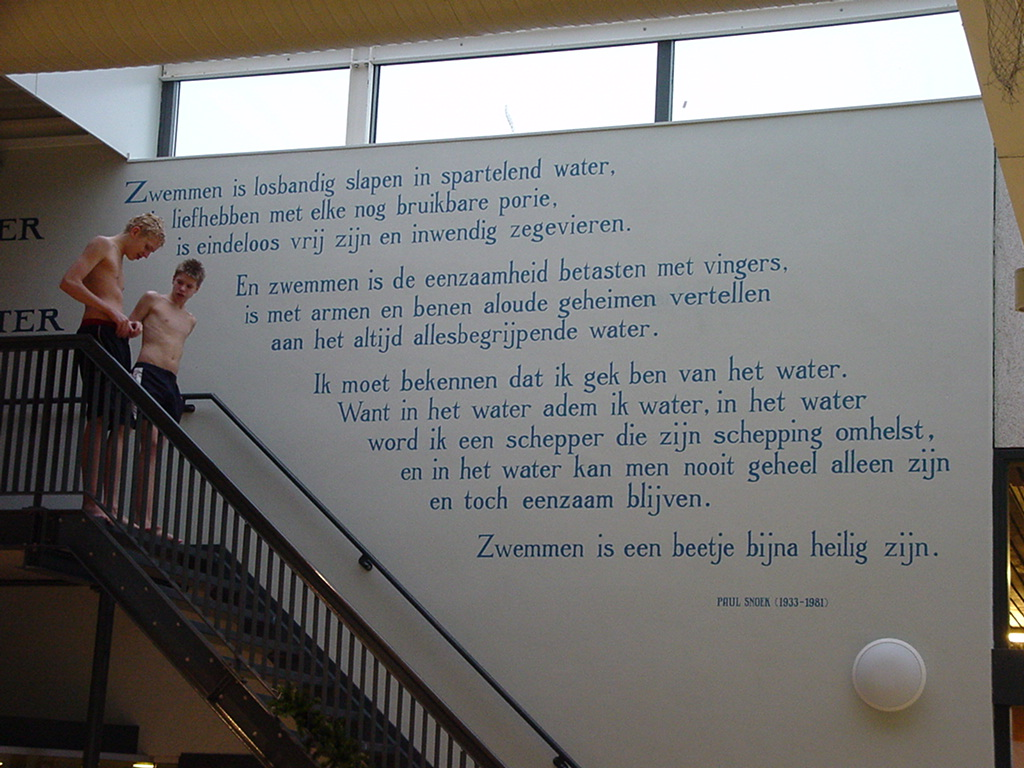
Poème de Snoek (piscine 'De Zijl' à Leyde).

- 1964 : Op de grens van land en zee
- 1967 : De zwarte muze
- 1969 : Gedichten 1954-1968
- 1971 : Gedichten voor Maria Magdalena
- 1971 : Gedichten
- 1973 : Frankenstein, nagelaten gedichten
- 1973 : Ik heb vannacht de liefde uitgevonden
- 1978 : Welkom in mijn onderwereld
- 1982 : Schildersverdriet
- 1982 : Doodstil gedicht
- 1982 : Verzamelde gedichten

### Prose
- 1957 : Reptielen en amfibieën
- 1961 : Soldatenbrieven (avec Hugues C. Pernath)
- 1971 : Een hondsdolle tijd (roman autobiographique)
- 1972 : Bultaco 250cc
- 1972 : Kwaak- en kruipdieren (réédition de Reptielen en amfibieën)